# NGC 2545
NGC 2545 je galaksija u zviježđu Raku.

## Vanjske poveznice
- SEDS: NGC 2545